# Bradysia longiseta
Bradysia longiseta är en tvåvingeart som beskrevs av Yang och Zhang 1987. Bradysia longiseta ingår i släktet Bradysia och familjen sorgmyggor. Inga underarter finns listade i Catalogue of Life.